# Blaptica aurorae
Blaptica aurorae är en kackerlacksart som beskrevs av Frank Nigel Hepper 1966. Blaptica aurorae ingår i släktet Blaptica och familjen jättekackerlackor. Inga underarter finns listade.